# Cylistella adjacens
Cylistella adjacens är en spindelart som först beskrevs av Pickard-Cambridge O. 1896.  Cylistella adjacens ingår i släktet Cylistella och familjen hoppspindlar. Inga underarter finns listade i Catalogue of Life.